# Atletika na Letních olympijských hrách 1992 – 100 metrů muži
Běh na 100 metrů mužů na Letních olympijských hrách 1992 se uskutečnil ve dnech 31. července a 1. srpna na Olympijském stadionu v Barceloně. Zlatou medaili získal britský sprinter Linford Christie, stříbro Frankie Fredericks z Namibie a bronz Američan Dennis Mitchell.

## Výsledky finálového běhu
| *                | jméno              | země                   | čas   |
| ---------------- | ------------------ | ---------------------- | ----- |
| Zlatá medaile    | Linford Christie   | Velká Británie         | 9,96  |
| Stříbrná medaile | Frankie Fredericks | Namibie                | 10,02 |
| Bronzová medaile | Dennis Mitchell    | Spojené státy americké | 10,04 |
| 4                | Bruny Surin        | Kanada                 | 10,09 |
| 5                | Leroy Burrell      | Spojené státy americké | 10,10 |
| 6                | Olapade Adeniken   | Nigérie                | 10,12 |
| 7                | Ray Stewart        | Jamajka                | 10,22 |
| 8                | Davidson Ezinwa    | Nigérie                | 10,26 |